# Gregorio del Olmo
Gregorio de l'Olmo Pascual, né le 13 février 1921 à Madrid et mort le 8 juillet 1977 à Valence, est un peintre espagnol. Il participe aux deux plus importantes écoles de peinture d'après-guerre à Madrid : la deuxième école de Vallecas et l'école de Madrid.

## Biographie
Né dans le quartier d'Usera de Madrid, Gregorio del Olmo commence sa formation de peintre en 1933 à l'École des arts et métiers de Madrid. Selon  son autobiographie, son premier tableau est un portrait à l'huile de son père, peint à l'âge de 12 ans.
En 1936 il passe un concours pour les cours gratuits de peinture du Cercle des Beaux-Arts de Madrid, dont il ne connaîtra jamais le résultat en raison du déclenchement de la Guerre Civile Espagnole. Il commence alors à fréquenter l'école des beaux-arts de Madrid, qui est transférée à la Bibliothèque Nationale. Là, il rencontre Luis García-Ochoa Ibáñez, Álvaro Delgado Ramos et Cirilo Martínez Novillo, avec lesquels il forme un groupe restreint de disciples de Daniel Vázquez Díaz, professeur dans cette institution.
À la fin de la guerre, il forme un groupe avec Delgado, Enrique Núñez Castelo, Carlos Pascual de Lara et Francisco San José, qui, avec Benjamín Palencia, forment l'éphémère deuxième École de Vallecas, "école de poètes-peintres" 

.
Pour des raisons économiques, il doit se consacrer à la décoration, abandonnant la peinture pendant quelques années et réapparaissant en 1946 dans la deuxième exposition collective de l'école dite de Madrid.
Dès lors, il organise plusieurs expositions, tant individuelles que collectives, en Espagne et en Amérique latine. Parmi les quelques récompenses reçues, citons le prix Jesús Pernas de la IIe Bienal Hispanoamericana de La Havane (1954);  le prix de peinture religieuse de l'Athénée de Madrid (1955); un prix d'acquisition de la Biennale d'art de Bilbao (1968) et le premier prix de design du 1er concours d'art de l'UNICEF (1969).
Il meurt en été 1977, à l'âge de 56 ans, lors d'un accident de la route.

## Expositions individuelles

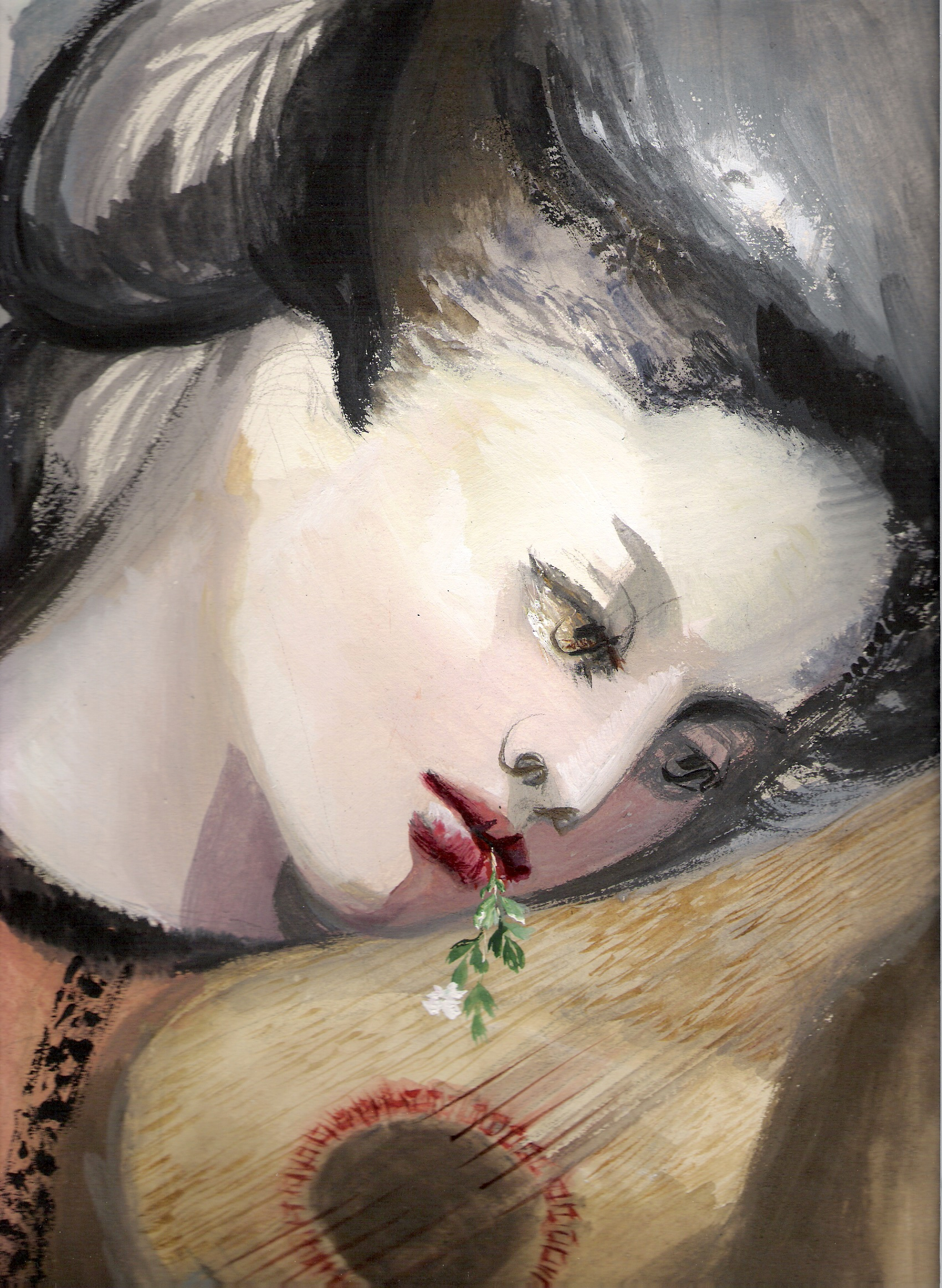
Détail d'une huile de Gregorio del Olmo.

Sa première exposition individuelle a lieu à la Galería Estilo de Madrid en 1952. L'année suivante, il expose à la Sala Turner de Madrid et à la Sala Caralt de Barcelone. Après une longue période sans exposer, il le fait à la Dirección General de Bellas Artes en 1965 ; et il faut attendre encore six ans avant sa prochaine exposition, à l'Escuela de Nobles y de Bellas Artes de San Eloy, à Salamanque, en 1971. Il entre alors dans sa meilleure décennie, exposant dix fois entre 1972 et 1978, dans les galeries Theo (Madrid), Decar (Bilbao), Sud de (Santander, Vallée Ortí de Valence, Biosca (Madrid), Littoral (Alicante), Calédonie (Bilbao), Van Gogh (Vigo), 
Laietana (Barcelone). En 1989, une grande exposition rétrospective est organisée au Centro Cultural Conde Duque à Madrid.